# Begraafplaats van Ennetières
De Begraafplaats van Ennetières is een gemeentelijke begraafplaats in het gehucht Ennetières-lez-Avelin in de Franse gemeente Avelin in het Noorderdepartement. De begraafplaats ligt net ten noordoosten van het gehucht.

## Britse oorlogsgraven
Op de begraafplaats bevindt zich een Brits militair perk met gesneuvelden uit de Tweede Wereldoorlog. Het perk telt 4 geïdentificeerde graven die worden onderhouden door de Commonwealth War Graves Commission. In de CWGC-registers is de begraafplaats opgenomen als Avelin (Ennetieres) Communal Cemetery.